# بالن ضدهوایی

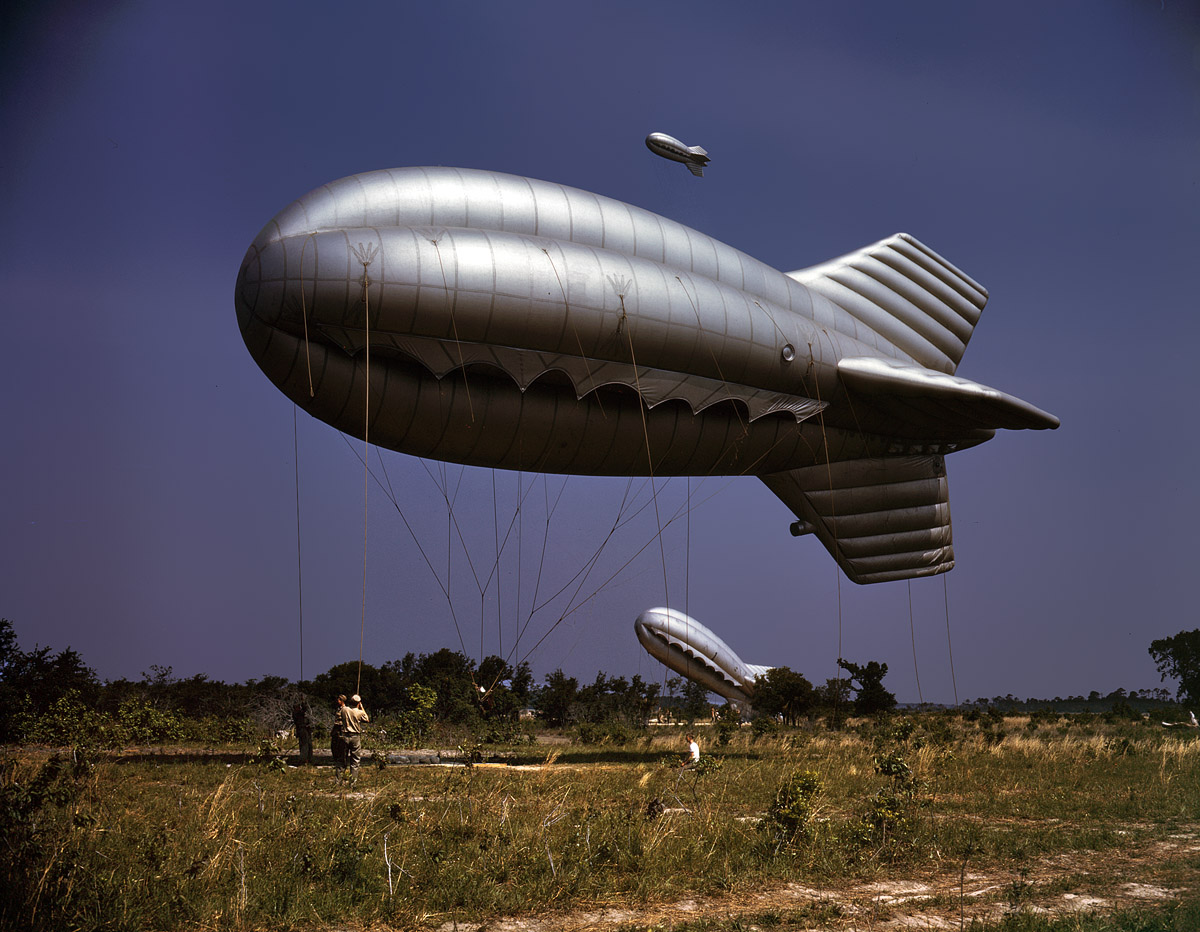
بالن ضدهوایی سپاه تفنگداران دریایی ایالات متحده، جزیره پاریس، کارولینای جنوبی، مه ۱۹۴۲

بالن ضدهوایی (انگلیسی: Barrage balloon) بالن مانع یا بالن رگباری نوعی مانع هوایی است، که در آن یک بالن بزرگ بدون سرنشین، برای دفاع از اهداف زمینی در برابر حمله هواپیماها استفاده می‌شود. در این روش با بالا بردن کابل‌های فولادی توسط بالن، خطر شدید برخورد با هواپیماهای دشمن را ایجاد می‌کند و نزدیک شدن مهاجم را دشوار و خطرناک می‌نماید.
بالن‌های ضدهوایی اولیه اغلب کروی بودند. بالن کایت، با داشتن شکل و مهار کابل که بالن را تثبیت کرده و نیروی پسا را کاهش می‌دهد، می‌توانست در سرعت‌های باد بالاتر از بالن کروی عمل کند. برخی از نمونه‌های بالن ضدهوایی، بارهای انفجاری کوچکی را حمل می‌کردند که برای اطمینان از انهدام هواپیما به سمت آن کشیده می‌شدند. بالن‌های مانع در ارتفاعات بالاتر به دلیل وزن زیاد کابل، کاربردی نیستند.
فرانسه، آلمان، ایتالیا و بریتانیا در جنگ جهانی اول از بالن‌های ضدهوایی استفاده می‌کردند. در حالی که نیروهای فرانسوی و آلمانی بالن‌های کایت را توسعه دادند، بالن‌های رگباری اولیه بریتانیا کروی بودند.
در سال ۱۹۳۸ و در خلال جنگ جهانی دوم فرماندهی بالن بریتانیا برای محافظت از شهرها و اهداف کلیدی مانند مناطق صنعتی، بنادر و لنگرگاه‌ها تأسیس شد. بالن‌ها برای دفاع در برابر بمب‌افکن‌های شیرجه‌رو که در ارتفاعات تا ۵۰۰۰ فوت (۱۵۰۰ متر) پرواز می‌کردند، در نظر گرفته شده بودند و آنها را مجبور به پرواز در ارتفاع بالاتر و در محدوده آتش متمرکز ضدهوایی می‌کردند: توپ‌های ضدهوایی نمی‌توانستند به اندازه کافی سریع حرکت کنند تا به هواپیماهایی که در ارتفاع کم و سرعت بالا پرواز می‌کردند، حمله کنند. تا اواسط سال ۱۹۴۰، تعداد ۱۴۰۰ بالن وجود داشت که یک سوم آنها بر فراز منطقه لندن مستقر بودند.
امروزه به دلیل تغییر ماهیت حمله های هوایی و نوع جنگنده‌ها، بالن‌های ضدهوایی دیگر کاربردی نیستند.